# Основна плоскост
Основна плоскост – в „Теория на кораба“ хоризонтална плоскост, минаваща през най-ниската точка на корпуса на кораба (съда) (без издадените части). Влиза в числото на основните точки, линии и плоскости на теоретическия чертеж.
С пресичането на основната плоскост с диаметралната се образува основната линия – надлъжната ос X в координатната система, привързана към съда. В основната плоскост, също така, лежи и напречната ос Y, образувана с пресичането на плоскостта с мидъл шпангоута.